# Советская Хакасия
Советская Хакасия (хак. Позiк хас) — село в Боградском районе Хакасии, находится в 58 км к югу от райцентра — села Боград.
Расстояние до ближайшей железнодорожной станции — 65 км, до аэропорта в городе Абакан — 60 км.
Число хозяйств 335, население 895 чел. (01.01.2004), в том числе русские (86,0 %), хакасы (8,8 %), немцы (2,3 %), украинцы и др.

## История
Село было основано в 1932 году на базе населённых пунктов Аглахтаг, улус Какашкин, улус Копкоев, улус Кандалов. Центральная усадьба находилась на берегу реки Енисей на месте улуса Какашкин.
В 1968 село было перенесено из зоны затопления Красноярского водохранилища западнее на 5 км. После банкротства АОЗТ «Сов. Хакасия» образованы 5 крест, фермерских хозяйств (производство продукции растениеводства и животноводства).
Имеются средняя школа, дом культуры, участковая больница. Установлен обелиск воинам-землякам, погибшим в Великой Отечественной войне. Южнее села расположен участок Оглахты Хакасского заповедника.
Совхоз создан в 1932 путём разукрупнения Бородинского госплемзавода в составе 3 ферм: Комсомольская (центральная усадьба), Красный Камень, и Оглахты. Основное направление — овцеводство. Земельный фонд составлял 33925 га, в том числе сельхозугодий — 30976, пашни — 15798 га. Имелись 2137 голов крупного рогатого скота (КРС), в том числе 779 коров, 30912 овец, 619 лошадей, 4224 кур-несушек. Работающих было 525 чел. Заметное развитие хозяйство получило при директоре П. М. Верба: обустраивались фермы, строились коровники, телятники, кошары для овец, на центральной усадьбе к производственным объектам и жилью были подведены централизованное тепло- и водоснабжение, строились орошаемые системы и долголетние культ, пастбища на орошаемых землях. Строительство обеспечило рост культуры земледелия, поголовья животных и их продуктивности. В 1981 была получена урожайность зерновых 16 ц/га. Поголовье животных в 1986—1990 составляло: КРС — 2352 голов, в том числе 920 — коров, овец — 30897 голов. Надои молока выросли до 2301 кг, настриг шерсти — до 5,5 кг с овцы. Государству поставлялись 760 т мяса, 2043 т молока и 76,9 т шерсти в год.
В 1992 году совхоз был реорганизован в АОЗТ «Советская Хакасия», в 2002 на базе его организовались 10 фермерских хозяйств.

## Население
| 2002 | 2010 |
| ---- | ---- |
| 835  | ↘817 |